# Безверхий, Иван Арсентьевич
Иван Арсентьевич Безверхий (27 июля 1931, Короповка — 30 марта 2005, Железногорск, Красноярский край) — передовик производства, машинист экскаватора. Герой Социалистического Труда (1966).

## Биография
Родился 27 июня 1931 года на хуторе Короповка (ныне затоплен Кременчугским водохранилищем), в крестьянской семье. В раннем возрасте вместе с семьёй переехал в колхоз «Красное Знамя» Полтавской области. После окончания семилетней средней школы поступил на курсы трактористов. До призыва в 1952 году на срочную службу работал трактористом в местном колхозе.
В армии служил в Красноярске-26. Отслужив в армии в 1955 году, остался в этом городе, где устроился на работу машинистом экскаватора в Управлении механизации «Сибхимстрой» Министерства среднего машиностроения СССР. Трудился на различных объектах строительства в Красноярском крае.
Указом Президиума Верховного Совета СССР от 29 июля 1966 года за выдающиеся достижения в выполнении планов 7-й пятилетки (1959—1965) был удостоен звания Героя Социалистического Труда.
Жил в городе Железногорск Красноярского края. Умер 30 марта 2005 года.

## Награды
- медаль «Серп и Молот» (29 июля 1966);
- Орден Ленина (29 июля 1966).